# Pfahlbauer von Pfyn
Die Sendung Pfahlbauer von Pfyn – Steinzeit live des Schweizer Fernsehens zeigte zwischen dem 25. Juli und dem 21. August 2007 das unter weitgehend authentischen Bedingungen nachgestellte steinzeitliche Leben von zehn ausgesuchten Personen am Hinterried-Weiher in der Gemeinde Pfyn. Nach diesem Thurgauer Ort ist die jungsteinzeitliche Pfyner Kultur benannt. Die Sippe des Fernsehprojekts bestand aus zwei Familien sowie aus zwei jungen Männern, die sich während der Sendung auf eine zweiwöchige Handelsreise ins Bündnerland aufmachten, um dort Tauschhandel zu betreiben. 
Die ganze Sendung wurde wissenschaftlich begleitet. Archäologen und Mediziner erhoffen sich, aus den Erkenntnissen neue Schlüsse auf das damalige Leben ziehen zu können.